# 天然色活動写真

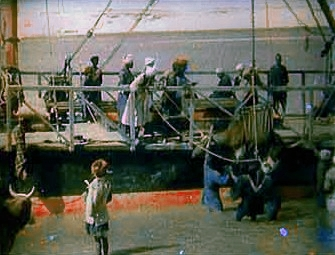
キネマカラーの例、1911年、アメリカ合衆国。

天然色活動写真株式会社（てんねんしょくかつどうしゃしん、略称天活、1914年3月17日 設立 - 1919年 解体）は、かつて大正期に存在した映画会社である。無声映画時代に、新技術「キネマカラー」による「カラー映画」を日本で初めて製作、連続的に公開し、また、国産初のアニメ映画を製作・公開したことで知られる。6年間で400本近くの映画作品を量産した。

## 略歴・概要

### 日暮里・小阪・巣鴨の撮影所
1914年（大正3年）3月17日、東京の小林喜三郎の「常盤商会」と大阪の山川吉太郎の「東洋商会」が協力して創立。ふたりは「福宝堂」時代の本社営業部長と大阪支店長だった。日活から引き抜いた金子圭介を社長として本社機構を日本橋に置き、山川は大阪支社長に就任した。東京・日暮里にある東洋商会の「東京日暮里撮影所」を「天然色活動写真日暮里撮影所」（北豊島郡日暮里町元金杉638番。現：荒川区）とし、元福宝堂の映画監督吉野二郎を日暮里撮影所長、東洋商会のカメラマン枝正義郎を撮影部長とした。設立1か月足らずの4月3日、吉野が監督し枝正が撮影した設立第一作『義経千本桜』を公開している。1919年末までのわずか5年で、「所長監督」と「技術部長撮影技師」とのタッグで同社で90本近い映画を撮った。
その名の通り、日本で初めて「カラー映画」を製作したが、最終的には採算が合わず撤退した。沢村四郎五郎、市川莚十郎の人気コンビによる忍術映画などが人気を博した。また、かけだしの阪東妻三郎もおり、円谷英二は、花見で喧嘩があった際に仲裁をしたところ、その場に居合わせた枝正義郎が、その人柄を見込んでスカウトした。
1916年、大阪郊外の「天然色活動写真小阪撮影所」（現在の東大阪市河内小阪駅付近）を新設、開所した。

### 分裂、そしてアニメ
盟友であったはずの小林と山川は必ずしもうまくいかなかった。1914年9月の時点で小林も山川も一度辞職しており、小林は「小林商会」を設立、山川も「山川興行部」を設立し、天活の興行権を東西に分けて委任され、それぞれ独自の「連鎖劇」興行も行った。小林商会は天活から多くの現代劇の俳優を引き抜いた。
この間、アニメーションの研究が盛んになり、1915年に日活向島撮影所に洋画家の北山清太郎が入社したのを皮切りに、1916年に天活は下川凹天を、小林商会は東京パック社から幸内純一を引き抜き、競争になったが、翌1917年1月、下川監督の『凸坊新畫帖 芋助猪狩の巻』を公開し、同作が日本初のアニメ映画となった。
同年3月には、菊池幽芳原作の『毒草』を天活が川口吉太郎（のちの川口呑舟）監督・脚本、村田正雄主演で製作するや、小林商会はまったく同じ原作をまったく同じタイトルで、天活の俳優部から引き抜いた井上正夫と栗島狭衣をそれぞれ監督と脚本および主演に据え、まったく同じ3月11日に興行をぶつけてくるという珍事件が起きる。浅草では大勝館（天活）と三友館（小林）で、同日2本の異なった『毒草』が同時に上映された。その後、1917年内に小林商会は倒産、山川興行部もなりを潜めた。
1919年（大正8年）3月27日、「日暮里撮影所」が火災で焼失する。そこで同年、巣鴨に「天然色活動写真巣鴨撮影所」（現在の豊島区西巣鴨4丁目9番1号）を開設した。その後、仮設で復興した「日暮里撮影所」で、カメラマン枝正が初めて脚本を書き、撮影もした初監督作『哀の曲』を、同年10月18日、京橋豊玉館ほかで公開した。また、同年9月からは帰山教正の「映画芸術協会」製作作品を天活が配給もしている。第一作は1920年松竹蒲田撮影所に入社し監督に転向する直前の村田実主演による『深山の乙女』であった。

### 国活・帝キネへ
同1919年に小林が創立した「国際活映株式会社」（国活）に買収される形で「天活」は消滅した。天活が最後に製作・公開した作品は、翌1920年1月1日に八丁堀大盛館ほかで上映された田村宇一郎監督、大森勝撮影の『呪いの猛火』であった。国活では「日暮里撮影所」を閉鎖、「巣鴨撮影所」を稼動した。田村、大森ともに国活に残ったが、同年中に田村は松竹蒲田へ、大森は帝キネへ移った。
山川吉太郎は「国活」には参加せず、1920年（大正9年）5月、「大阪支社」と「小阪撮影所」を「帝国キネマ演芸株式会社」（帝キネ）に改組した。

## 専属スタッフ・キャスト
演出部
吉野二郎、下川凹夫（のちの下川凹天）、川口吉太郎（のちに松竹蒲田で川口呑舟）、井上正夫（小林商会に引抜）、田村宇一郎
文芸部
桂田阿弥笠
撮影部
枝正義郎、大森勝、岡部繁之、吉田英男、猪飼助太郎、青島順一郎、片岡清（助手）
俳優部
沢村四郎五郎、市川莚十郎、中村桂三郎、坂東勝五郎、市川海老十郎、澤村國丸、沢村かね子、尾上卯多次郎、中村花吹、市川童三郎、尾上幸次郎、市川伝之丞、坂東佳玉、藤野秀夫、尾上紋十郎、片岡柳左衛門、中野信近、尾上英三郎、尾上梅太郎、中村桂玉、沢村宗次郎、嵐松五郎、川田貴美子、江後競（国活で撮影部に転向）、大木二三子、中村繁三郎、小堀誠、吉田豊作、栗島狭衣（小林商会で文芸部に転向）、葛木香一、高勢実ほか

## おもなフィルモグラフィ
わかっているだけで389本である。たった6年の間に、400本近くが製作・配給された。
1914年 79本
- 義経千本桜　監督吉野二郎、撮影枝正義郎、出演坂東勝五郎、市川海老十郎　※設立第一作
- 忠臣蔵　監督吉野二郎、脚本桂田阿弥笠、撮影枝正義郎、出演沢村四郎五郎、市川莚十郎

1915年 63本
- 不如帰　監督吉野二郎、原作徳富蘆花、脚本山本有三、出演藤野秀夫、木下八百子、井上正夫
- 水戸黄門と小天狗茂吉　主演尾上紋十郎

1916年 71本
- 己が罪　原作菊池幽芳、出演中野信近、木下八百子

1917年 66本
- 芋川椋三玄関番の巻　監督・作画下川凹夫
- 毒草　監督・脚本川口吉太郎、原作菊池幽芳、出演村田正雄

1918年 57本
- 水戸黄門忍術破　監督吉野二郎、脚本桂田阿弥笠、撮影枝正義郎、出演市川莚十郎、沢村四郎五郎

1919年 52本
- 孝女白菊　監督田村宇一郎、撮影大森勝、出演矢崎美代子、葛木香一、高勢実
- 水戸黄門と拳骨太郎　監督吉野二郎、脚本桂田阿弥笠、撮影枝正義郎
- 日本芸妓の踊り　監督帰山教正、撮影大森勝
- 伊達政宗　撮影大森勝、出演沢村四郎五郎、市川莚十郎
- 深山の乙女　監督・脚本・撮影帰山教正、主演村田実　※映画芸術協会製作
- 哀の曲　監督・脚本・撮影枝正義郎、出演林俊英

1920年 1本
- 呪いの猛火　監督田村宇一郎、撮影大森勝　※最終作

## 註
1. 1 2 3  田中純一郎『日本映画発達史〈1〉活動写真時代』（中央公論社、1968年）の記述を参照。
2. ↑  「滋賀大学経済学部研究年報 Vol.l0」の小川功の論文『大正バブル期における起業活動とリスク管理』に、日活の設立時（1912年）の「監査役」に「金子圭介」との記述がある。
3. ↑  日本映画データベースの「1914年 公開作品一覧 359作品」、「1915年 公開作品一覧 248作品」、「1916年 公開作品一覧 248作品」、「1917年 公開作品一覧 312作品」、「1918年 公開作品一覧 223作品」、「1919年 公開作品一覧 182作品」、「1920年 公開作品一覧 265作品」を参照。